# Ferdinand Vasserot
Pour les articles homonymes, voir Vasserot.
Ferdinand Vasserot, né le 2 mars 1881 à Paris et mort le 7 février 1963 à Lizy-sur-Ourcq, est un coureur cycliste sur piste français. 
Dentiste, il effectue son service militaire de 1902 à 1905 au 102e régiment d'infanterie.

## Palmarès sur piste

### Championnats du monde
- Paris 1900
  -  Médaillé de bronze de vitesse